# يهوذا ناديتش
يهوذا ناديتش أو جودا ناديتش (بالإنجليزية: Judah Nadich)‏ (13 مايو 1912 – 26 أغسطس 2007) هو حاخام أمريكي محافظ خدم الجماعات في بوفالو وشيكاغو، وكان لاحقًا كبير القساوسة اليهود بالجيش الأمريكي في أوروبا بينما كانت قوات الحلفاء تحرر المعتقلين في المعسكرات النازية، وبعد ذلك كان رئيس الجمعية الحاخامية، الرابطة الدولية للحاخامات المحافظين.

## روابط خارجية
مدونة تكريم الحاخام «يهوذا ناديتش» و«مرثا هداسا ريبالو ناديتش». (مدونة أنشأتها وتديرها عائلتهما).